# Ragione e follia
Non x soldi è un singolo del cantautore italiano AKA 7even, del rapper italiano Tormento e del produttore discografico italiano Junior K, pubblicato il 27 giugno 2025 come primo estratto dalla riedizione digitale del secondo EP Non x soldi di AKA 7even.

## Descrizione
Il brano, scritto dallo stesso cantautore e dallo stesso rapper con Alessandro Caiazza e Vito Petrozzino, è prodotto da Umberto Odoguardi, in arte Junior K, e Noya.

## Video musicale
Il video musicale, diretto da Mario Miccione, è stato pubblicato il 4 luglio 2025 attraverso il canale YouTube del cantautore.

## Tracce
Testi di Luca Marzano, Massimiliano Cellamaro, Alessandro Caiazza e Vito Petrozzino, musiche di Mattia Villano e Umberto Odoguardi.
1. Ragione e follia – 3:12